# Charley Koontz

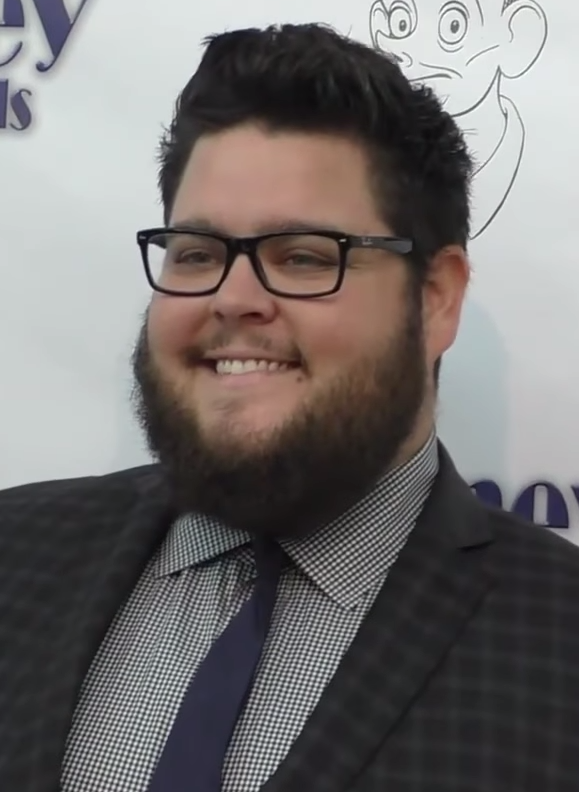
Charley Koontz, 2016

Charles „Charley“ Woodward Koontz (* 10. August 1987 in Contra Costa County, Kalifornien, Vereinigte Staaten) ist ein US-amerikanischer Schauspieler. Seine bekanntesten Rollen sind die des FBI-Agenten Daniel Krumitz in der Serie CSI: Cyber (2015–2016) sowie seine wiederkehrende Rolle als Fat Neil in der Serie Community (2011–2015).

## Leben
Koontz wuchs im Umland von San Francisco auf und machte seinen Schulabschluss an der De La Salle High School in Concord, Kalifornien, an welcher er bereits im Schultheater auftrat. Anschließend studierte er an der Loyola Marymount University, wo er einen Bachelor-Abschluss in Theaterwissenschaften machte. Seit 2009 tritt er als Schauspieler in Film- und Fernsehproduktionen in Erscheinung. 2010 war er bspw. in Rubber zu sehen.

## Filmografie (Auswahl)
- 2010: Rubber
- 2011–2015: Community (Fernsehserie, 16 Episoden)
- 2012: Wrong
- 2013: Contracted
- 2014: Apparitional
- 2015: Contracted: Phase II
- 2015–2016: CSI: Cyber (Fernsehserie, 31 Episoden)